# Крапівіна Анастасія Сергіївна
Крапівіна Анастасія Сергіївна (рос. Анастасия Сергеевна Крапивина; нар. 12 листопада 1994) — російська плавчиня.
Учасниця Олімпійських Ігор 2016 року.